# Pänchen lama
De pänchen lama, ook wel tashi lama is na de dalai lama de hoogste spirituele leider binnen de gelugtraditie in Tibet. Een pänchen lama is een tulku, ofwel een lama die uit mededogen zou zijn geïncarneerd om gelovigen te leiden op het pad naar verlichting.
De vierde pänchen lama, Lobsang Chökyi Gyaltsen, ontving zijn titel van de vijfde dalai lama, Ngawang Lobsang Gyatso. De titel pänchen betekent grote leraar. Pänchen lama is afgeleid van het Sanskriet woord pandita dat leraar betekent en verder van het Tibetaanse woord chenpo dat groot betekent.

## Oorsprong van de lijn

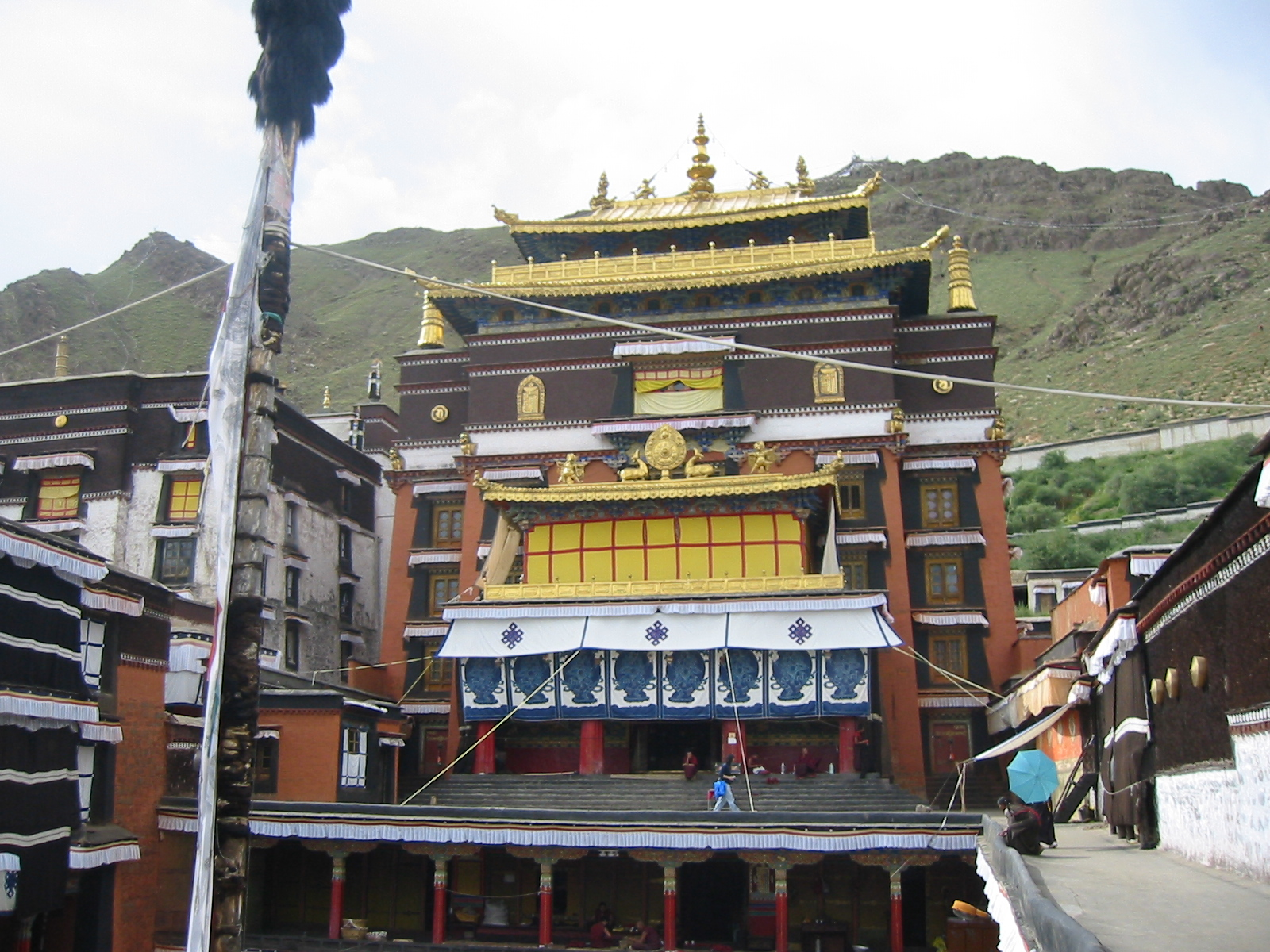
Tashilhunpo, thuisklooster van de pänchen lama's

Tot in de 18e eeuw werden in het historische Tibet voor de opvolging van het leiderschap in religieus-monastieke functies naast het instrument van de specifieke reïncarnatie van tulku's ook nog andere opvolgingsprincipes gehanteerd
De abten van het Tashilhunpoklooster nabij Shigatse in het westen van Tibet, de pänchen's, werden traditioneel vanaf eind 15e eeuw door de monniken van het klooster gekozen.
Rond 1640 kwam de gelugtraditie met hulp van militaire interventie van Mongoolse krijgsheren als overwinnaar uit een decennialange burgeroorlog. Hun voornaamste tegenstander was de karma kagyütraditie die met de koning van Tsang was verbonden. De leider van die traditie is de karmapa, die gezien wordt als de eerste bewust gereïncarneerde tulku sinds 1110.
De reïncarnatielijnen van de hoogste tulku's waren een afspiegeling van hun maatschappelijke, religieuze en politieke machtspositie.

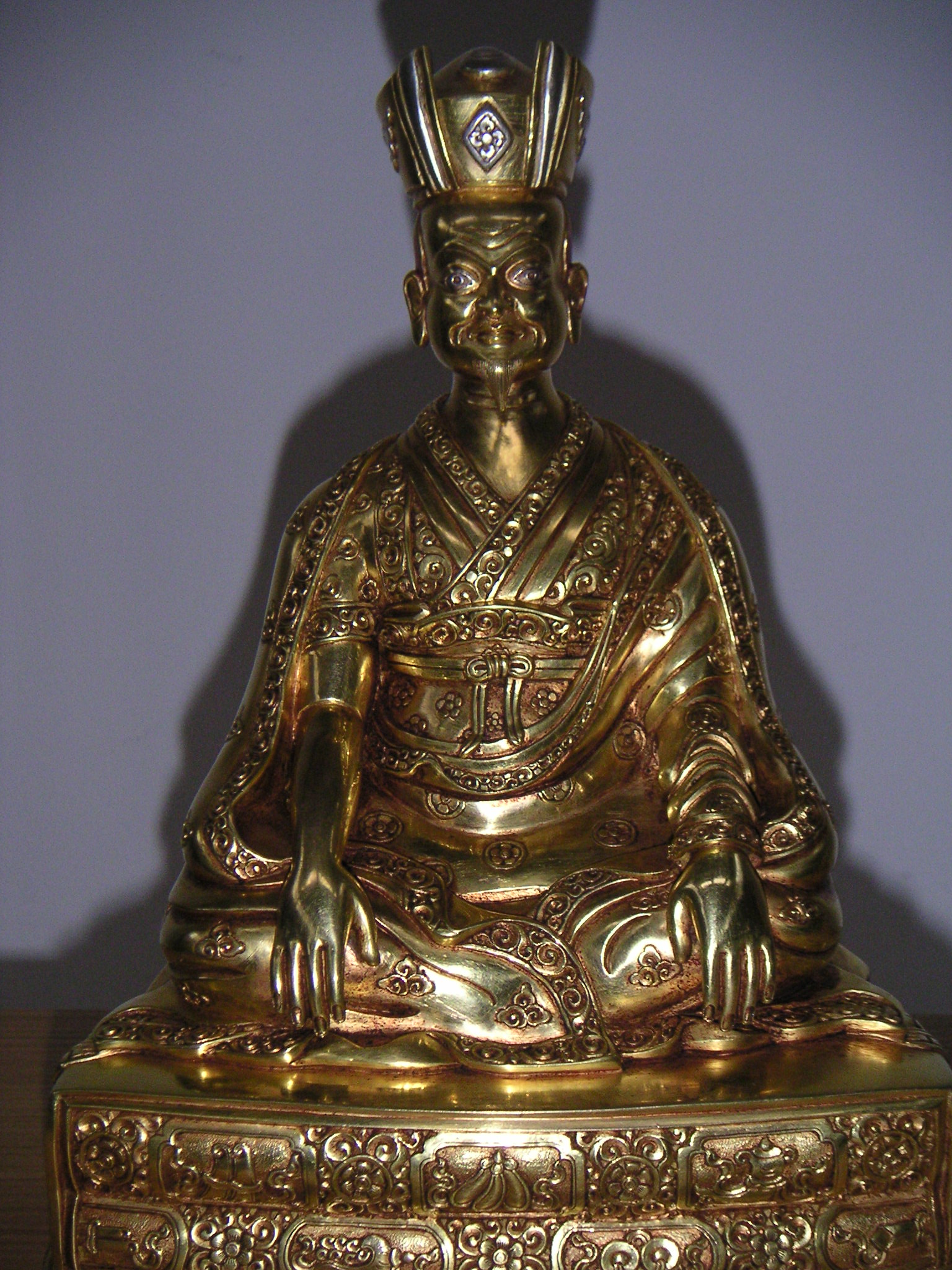
Karma Pakshi

De personificatie van de overwinnaar in de burgeroorlog is de vijfde dalai lama die sindsdien als eerste dalai lama werkelijk politieke en bestuurlijke macht over Tibet bezat. Vergeleken met de karmapa is zijn reïncarnatielijn echter korter. De karmapa wordt reeds sinds de tweede in die lijn, Karma Pakshi, geacht een emanatie van Chenrezig te zijn. De eerste vier dalai lama's waren niet minder, maar ook niet meer dan de belangrijkste tulku van de gelugpa's, die in die periode nog geen dominante rol in Tibet kon spelen.
De vijfde dalai lama positioneerde Chenrezig niet alleen als de bodhisattva van het mededogen, maar vooral - en anders dan in het geval van de karmapa - met terugwerkende kracht ook als de beschermer van Tibet en de centrale figuur in de Tibetaanse geschiedenis. Hij positioneerde zichzelf als eerste van de dalai lama's die ook een emanatie van Chenrezig is.

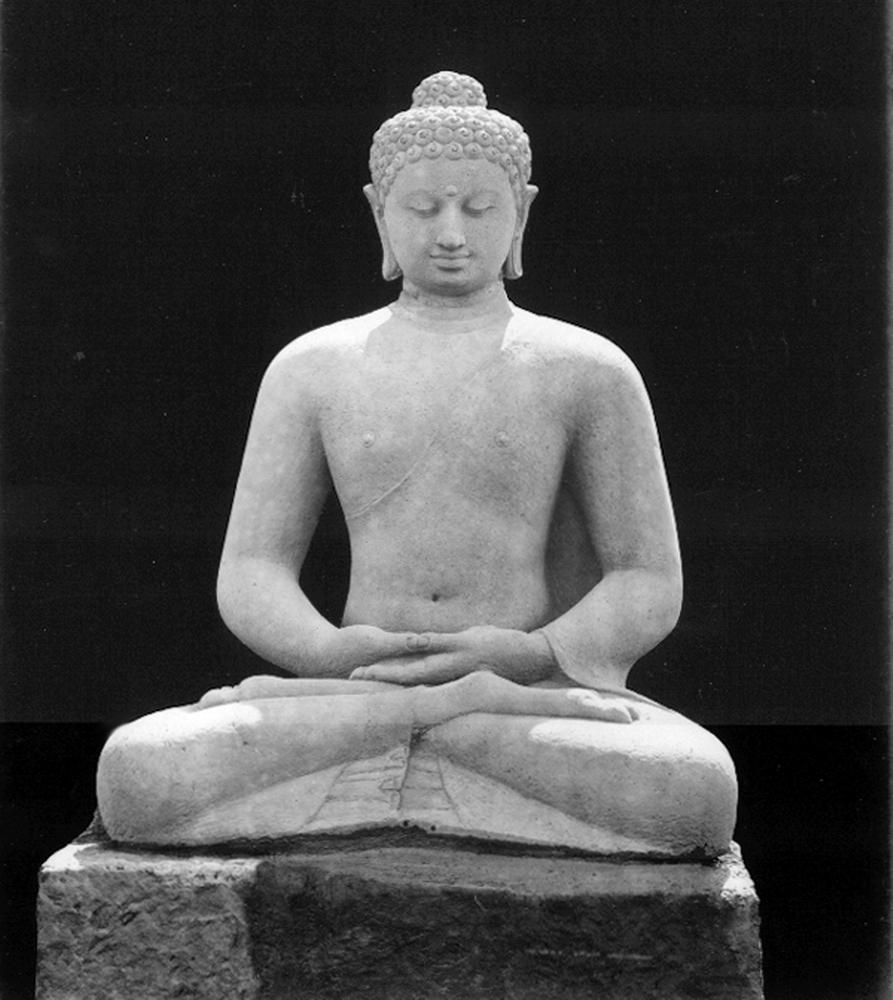
Amitabha, een van vijf dhyani-Boeddha's, zittend op een lotusbloem

Op die manier werd het instituut dalai lama de menselijke vorm van de bodhisattva/beschermer van Tibet en werd een verbinding gemaakt tussen de dalai lama's met het pre/historische verleden van Tibet.
De mentor van zowel de vierde als vijfde dalai lama was Lobsang Chökyi Gyaltsen, de abt van het Tashilhunpo-klooster bij Shigatse.
Tot aan die periode was in de opvolging van die abten voorzien door middel van verkiezing van reeds volwassen mannen door de monniken die in het klooster verbleven. De vijfde dalai lama verklaarde nu zijn leermeester Lobsang Chökyi Gyaltsen - net als de shamarpa die in die tijd gezien werd als de mentor van een nog niet volwassen karmapa - tot emanatie van Amitabha, een van de vijf dhyani-Boeddha's. Die werd daarmee de eerste persoon die bij zijn leven de benaming pänchen lama ontving. Pas vanaf dat tijdstip werd de opvolging van abt van Tashilhunpo en daarmee van pänchen lama via het instrument van reïncarnatie georganiseerd. Drie daartoe gevonden pre-incarnaties van Lobsang Chökyi Gyaltsen werden postuum benoemd tot de eerste, tweede en derde pänchen lama waardoor de reïncarnatielijn teruggaat tot 1385. Lobsang Chökyi Gyaltsen werd daarmee in de chronologie de vierde pänchen lama.
In tijden van spanningen tussen aanhangers van respectievelijk de dalai lama en pänchen lama wordt door de laatsten ook weleens het argument gehanteerd dat de pänchen lama in religieus opzicht superieur is aan de dalai lama. Het argument wordt dan ontleend aan de doctrine dat een bodhisattva - in dit geval Chenrezig - nog lang niet dat stadium van verlichting heeft bereikt als een dhyani-Boeddha.

## Selectie en de relatie met de lijn van de dalai lama
In de meer populaire lectuur over Tibet wordt vaak melding gemaakt van de doorslaggevende rol van pänchen lama en dalai lama bij de selectie van steeds de ander. De historische realiteit is ten aanzien van dit aspect wat dunner.
De vijfde dalai lama selecteerde ook de vijfde pänchen lama. De zevende dalai lama selecteerde de zesde pänchen lama, die op zijn beurt een belangrijke rol had in de selectie van de achtste dalai lama. Deze laatste selecteerde tot slot in 1784 zijn eigen driejarige volle neef tot de zevende pänchen lama.
De achtste en negende pänchen lama werden geselecteerd via de procedure van de Gouden urn en de tiende pänchen lama werd in 1949 in de nadagen van dat régime benoemd door de regering van Kwomintang-China.
Er is een pänchen lama-controverse over de identiteit van de elfde pänchen lama, omdat de Tibetaanse regering in ballingschap en de Chinese regering elk een andere pänchen lama hebben aangewezen en de Tibetaanse kandidaat op 17 mei 1995 op zesjarige leeftijd verdwenen is nadat de Chinese autoriteiten hem onder huisarrest hebben gesteld.

## Machtsverdeling

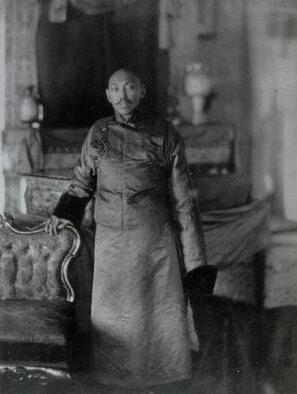
De dertiende dalai lama

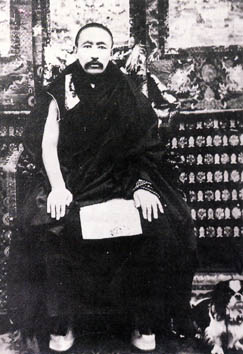
De negende pänchen lama

Tijdens opnieuw een burgeroorlog in 1727/1728 had de zevende dalai lama, en in het bijzonder zijn vader, de verliezers gesteund. In de decennia daarna slaagde de regent van Tibet Pholhanas er dan ook in deze dalai lama geruime tijd uit Lhasa te verbannen. De Chinese keizer Yongzheng achtte het echter van strategisch belang om ook binnen de gelughiërarchie zelf een krachtig tegenwicht te creëren. Nog voordat de autoriteit van Pholhanas ten volle was gerealiseerd bood de keizer de vijfde pänchen lama Lobsang Yeshe de wereldlijke macht en administratieve autoriteit over de provincie Tsang en heel het westen van Tibet aan.
Gedurende het regentschap van Pholhanas had deze machtsverdeling geen groot politiek belang. Na de dood van Pholhanas en het weer aan de macht komen van de gelughiërarchie heeft de kwestie echter herhaaldelijk -tot aan 1959 toe- geleid tot interne verzwakking van de Tibetaanse positie en veel onderlinge strijd. Vanaf eind 18e eeuw was de pänchen lama de feitelijk heerser over ruim een derde deel van Centraal-Tibet.
Deze machtsverdeling leidde uiteindelijk tot een groot conflict tussen de negende pänchen lama en de dertiende dalai lama met in 1923 de vlucht van de pänchen lama naar China tot gevolg waar hij tot aan zijn dood in 1937 verbleef.

## Culturele Revolutie
Tijdens de Culturele Revolutie werden de graftombes van de vijfde tot en met de negende pänchen lama verwoest. De tiende pänchen lama Chökyi Gyaltsen herbouwde later een grote tombe in zijn klooster Tashilhunpo in Shigatse, met de naam Tashi Langyar.

## Lijst met pänchen lamas
|       | Naam                                     | Leven          | Afbeelding | Wylie                                                           |
| ----- | ---------------------------------------- | -------------- | ---------- | --------------------------------------------------------------- |
| 1.    | Khädrub Je                               | 1385-1438      |            | mkhas grub dge legs dpal bzang po                               |
| 2.    | Sönam Chöglang Langpo                    | 1439-1504      |            | bsod nams phyogs kyi glang po, bsod nams phyogs glang           |
| 3.    | Ensapa Lobsang Döndrub                   | 1505-1564      |            | dben sa pa blo bzang don grub                                   |
| 4.    | Lobsang Chökyi Gyaltsen                  | 1570-1662      |            | blo bzang chos kyi rgyal mtshan                                 |
| 5.    | Lobsang Yeshe                            | 1663-1737      |            | blo bzang ye shes                                               |
| 6.    | Lobsang Pälden Yeshe                     | 1738-1780      |            | dpal ldan ye shes                                               |
| 7.    | Pälden Tenpey Nyima                      | 1781/1782-1854 | —          | bstan pa'i nyi ma                                               |
| 8.    | Tenpey Wangchug                          | 1855-1882      | —          | bstan pa'i dbang phyug                                          |
| 9.    | Thubten Chökyi Nyima                     | 1883-1937      |            | thub bstan chos kyi nyi ma, chos kyi nyi ma dge legs rnam rgyal |
| 10.   | Lobsang Trinley Chökyi Gyaltsen          | 1938-1989      |            | phrin las lhun grub chos kyi rgyal mtshan                       |
| 11.1. | Gendün Chökyi Nyima Tibetaanse kandidaat | 1989-?         | —          | dge 'dun chos kyi nyi ma                                        |
| 11.2. | Gyancain Norbu Chinese kandidaat         | 1990-heden     | —          | rgyal mtshan nor bu                                             |